# Margaret Webster
Margaret Webster (Nueva York, 15 de marzo de 1905 –Sydenham, Londres, 3 de noviembre de 1972) fue una actriz, productora y directora de teatro estadounidense-británica. El crítico George Jean Nathan la describió como "la mejor directora de obras de Shakespeare que tenemos".

## Trayectoria
Margaret Webster nació en la ciudad de Nueva York, hija de dos actores famosos, Ben Webster y Dame May Whitty. Fue su segunda hija aunque su hermano mayor murió siendo niño. Su nacimiento fue anunciado en el escenario mientras su padre representaba una obra de Shakespeare. La familia viajó durante sus años de formación ya que sus padres se mudaban con las compañías de teatro durante las giras entre los Estados Unidos y el Reino Unido. A los 13 años, se convirtió en interna en Queen Anne's School, Caversham, una escuela independiente en Inglaterra.
Al ser hija única, se le permitió actuar en actuaciones con sus padres. Esto incluyó estar en el escenario junto a la reconocida actriz de teatro Ellen Terry. Terry y su familia, incluida su hija Edith Craig, eran buenos amigos de los Webster. Al graduarse en 1923, no quiso asistir a la Universidad de Cambridge para seguir su carrera como actriz y prefirió la Escuela de Arte Dramático Etlinger en Londres donde su madre, Dame May Whitty, era gerente y entrenadora de actores.
La primera parte de su carrera la realizó en Inglaterra siendo muy conocida en el teatro. Trabajó para varias compañías teatrales establecidas, así entre 1929 y 1930 en el Old Vic. 
Regresó a los Estados Unidos en 1937 y comenzó esta etapa dirigiendo la obra de Shakespeare, Ricardo II, con Maurice Evans en el papel principal. Formaron una sociedad que duró hasta 1942, con Webster dirigiendo a Evans en producciones de Broadway como Hamlet, Noche de Reyes y Enrique IV, Parte I. En 1941-1942, dirigió a Evans y Judith Anderson en una producción de Broadway de Macbeth. Fue mientras dirigía Hamlet en 1938 cuando inició su larga relación sentimental con la actriz Eva Le Gallienne.
También se creyó que Webster había tenido una breve relación intermitente con la actriz Mady Christians. En Broadway, Christians interpretó a la reina Gertrudis en Hamlet y a Lady Percy en Enrique IV, Parte I, puesta en escena por Webster. Webster y Christians se hicieron amigas y, según la biógrafa de Webster, Milly S. Barranger, es probable que también fueran amantes. Webster formaba parte de un pequeño pero influyente grupo de productoras, directoras y actrices lesbianas de teatro (un grupo que incluía a Eva Le Gallienne y Cheryl Crawford).
Cuando Evans se unió al ejército, Webster continuó dirigiendo obras clásicas en Broadway, como El jardín de los cerezos (1944), protagonizada por Le Gallienne y, su mayor triunfo, Otelo (1943), protagonizada por Paul Robeson en el papel principal y José Ferrer como Yago, que estuvo en cartel 296 funciones, con diferencia la duración más larga de una producción de Shakespeare en Broadway, un récord que no se ha vuelto a dar. Webster interpretó a Emilia en el año inicial de la producción siendo reemplazada por Edith King en 1944.
En 1945, dirigió la representación de mayor duración de La tempestad de Shakespeare en Broadway, con Arnold Moss como Prospero, Canada Lee como Caliban y la bailarina Vera Zorina como Ariel. Esta producción fue la segunda puesta en escena en Estados Unidos de una obra de Shakespeare con un actor afroamericano en un papel destacado en un elenco que por lo demás era exclusivamente blanco. La producción tuvo 100 funciones y, tras un breve descanso, regresó a Broadway para 24 funciones más.
En 1946, Webster y Le Gallienne cofundaron el American Repertory Theatre con la productora Cheryl Crawford, poniendo en escena Enrique VIII de Shakespeare como su primera producción, dirigida por Webster y protagonizada por Le Gallienne como Katherine, Walter Hampden como el Cardenal Wolsey y Victor Jory en el papel principal. El teatro funcionó hasta 1948, presentando obras como John Gabriel Borkman, Ghosts y Alicia en el país de las maravillas en la que Webster interpretó al Gato de Cheshire y la Reina Roja.
En 1948 terminó su romance con Le Gallienne y se fue de gira con su compañía, la Margaret Webster Shakespeare Company. La gira duró hasta 1951, pero Webster la abandonó en 1950 para convertirse en la primera mujer en dirigir una producción en el Metropolitan Opera. Su primera producción de Don Carlos sirvió para inaugurar la temporada 1950-51 y dio comienzo al mandato de Rudolf Bing como director general. Sus siguientes producciones fueron Aida (1951) y Simon Boccanegra (1959). Hacia 1953 conoció a la escritora británica Pamela Frankau, de la que se enamoró. En 1957 vivían juntas en Londres. En 1964, dirigió a Leo Genn en Doce hombres en pugna en Londres. También dirigió Macbeth en la Ópera de Nueva York.
Frankau y Webster se mudaban con frecuencia entre Londres y la casa de Webster en Aquinnah en Martha's Vineyard. Permanecieron juntas hasta la muerte de Frankau por cáncer de mama en 1967. Webster dedicó su primera autobiografía, titulada The Same, Only Different: Five Generations of a Great Theatre Family (Lo mismo, sólo diferente: cinco generaciones de una gran familia teatral) (1969), a Frankau.
En 1968, Webster comenzó un romance vertiginoso con una mujer separada, Jane Brundred. Se mudó a la casa de Webster en Aquinnah, pero a los pocos meses le diagnosticaron un cáncer terminal. Brundred legó dinero a Webster en su testamento que se utilizó para una escultura conmemorativa en su memoria en un jardín de Shakespeare en la biblioteca pública de Vineyard Haven.. La última obra que dirigió fue Mrs Warren's Profession de George Bernard Shaw, donde dirigió a la actriz y cantante Mary Ellis en 1970. Webster murió de cáncer de colon en Sydenham, Inglaterra en 1972, a la edad de 67.